# Diocesi di Podalia
La diocesi di Podalia (in latino: Dioecesis Podaliensis) è una sede soppressa del patriarcato di Costantinopoli e una sede titolare della Chiesa cattolica.

## Storia
Podalia, identificabile con Avlan Gölü o più probabilmente con Söğle nel distretto di Elmalı in Turchia, è un'antica sede episcopale della provincia romana di Licia nella diocesi civile di Asia. Faceva parte del patriarcato di Costantinopoli ed era suffraganea dell'arcidiocesi di Mira.
La diocesi è documentata nelle Notitiae Episcopatuum del patriarcato di Costantinopoli fino al XII secolo.
Sono tre i vescovi attribuiti a questa antica sede episcopale. Aquilino sottoscrisse nel 458 la lettera dei vescovi della Licia all'imperatore Leone I dopo la morte di Proterio di Alessandria. Giovanni I prese parte al concilio di Costantinopoli riunito nel 536 dal patriarca Mena; pur non apparendo mai nelle liste di presenza del sinodo, il suo nome si trova tra le sottoscrizioni dell'ultima seduta, il 4 giugno, dove vennero condannati Severo di Antiochia, il monaco siriano Zoora e Pietro di Apamea. Giovanni II partecipò al concilio di Costantinopoli dell'879-880 che riabilitò il patriarca Fozio.
A questi vescovi Le Quien aggiunge anche Callinico, che prese parte al concilio di Costantinopoli nel 381; questi tuttavia era vescovo di Timando, non di Podalia.
Dal XX secolo Podalia è annoverata tra le sedi vescovili titolari della Chiesa cattolica; la sede è vacante dal 29 giugno 1969. Il suo ultimo titolare è stato Antonio D'Erchia, prelato di Altamura e Acquaviva delle Fonti.

## Cronotassi

### Vescovi greci
- Aquilino † (menzionato nel 458)
- Giovanni I † (menzionato nel 536)
- Giovanni II † (menzionato nell'879)

### Vescovi titolari
- Stanisław Wojciech Okoniewski † (14 dicembre 1924 - 4 ottobre 1926 succeduto vescovo di Chełmno)
- Ramón Harrison Abello, O. de M. † (12 novembre 1926 - 9 agosto 1949 deceduto)
- José Domitrovitsch, S.D.B. † (19 dicembre 1949 - 27 febbraio 1962 deceduto)
- Antonio D'Erchia † (17 dicembre 1962 - 29 giugno 1969 nominato vescovo di Monopoli)